# George Marshall Parker
George Marshall Parker Jr. (Iowa, 17 aprile 1889 – 25 ottobre 1968) è stato un generale statunitense.

## Biografia
Parker comandò il II corpo delle filippine durante la Battaglia di Bataan. È in seguito alla fine della battaglia fu fatto prigioniero dai giapponesi.